# CMPトラック
CMPトラック（Canadian Military Pattern, CMP truck, カナディアン・ミリタリー・パターン・トラック）は、第二次世界大戦期にカナダのフォード・カナダ社、ゼネラルモーターズ・シボレー・カナダ社で開発・大量生産され、カナダ軍、イギリス軍およびその他のイギリス連邦軍で広く運用された、小型～中型軍用トラックシリーズの名称である。

## 概要
1930年代中盤、ドイツでのアドルフ・ヒトラー率いるナチスの勢力拡大に対し、将来起こりうる紛争に備える目的で、イギリス国防省とカナダ軍当局関係者の間で、カナダ国内での軍用車両の製造に関する協議が行われた。第一次世界大戦でカナダ軍はイギリス軍と共同で戦っており、今後ナチスとの間で起こるかもしれない戦争でも、カナダ軍はイギリス軍と協力して戦う事になるであろうと考えられたわけである（この懸念は、その後第二次世界大戦として、現実の物となった）。そのため、カナダの国力をもって生産しようとしている軍用車両の規格を、イギリス軍の標準規格に適合させておく事が重要と考えられたのである。
1937年の初頭、フォード・カナダ社とゼネラルモーターズ・カナダ社が、積載量15CWT（3/4トン）クラス、4×2輪駆動の小型軍用トラックの試作をカナダ国防省より依頼された。1938年になると、カナダ国防省は、より重量のある4×4輪駆動型、6×4輪駆動型を重要視するようになっていた。1939年になると、フォード・カナダ社、ゼネラルモーターズ・カナダ社のシボレー部門、それぞれで、イギリスの要求仕様に基づいた、一連の軍用トラックシリーズが、大量生産の準備段階に入る状態となった。この車種は当初、"Department of National Defence, DND Pattern"（国防省型）と呼ばれていたが、カナダ製である事を明確にするため、"Canadian Military Pattern, CMP"（カナダ軍用型）という名称に改められた。
フォード・カナダ社製のCMPトラックは、排気量3,900cc、出力95馬力のV8エンジンを搭載し、ゼネラルモーターズ・カナダ社シボレー部門製のCMPトラックは、排気量3,500cc、出力85馬力の直列6気筒エンジンを使用していた。キャブ部分のデザインはフォード、GMシボレーで共通のものを使用しているが、生産中に2回、デザインが更新されている。それぞれのキャブ・デザインは、開発された順に、No.11、No.12、No.13、と呼ばれる。No.11と12は形状が似ており、違いとしては、No12のフロントグリル部分は上下に分かれており、上の部分はボンネット側に付いている事が挙げられる（No.12キャブはこの特徴により"アリゲーター・キャブ"と呼ばれた）。1941年後期に採用され、終戦まで使用されたNo.13キャブは、それまで以上にボンネット部分が短くなり、ほとんどキャブオーバー型に近い状態になっている事と、太陽光の反射を防ぐ為に前傾させたフロントウィンドウが特徴的なデザインになっている。CMPトラックのキャブデザインはいずれもボンネット部が短く、パグのような顔付きと表現されたが、この理由はイギリス軍による要求仕様で、車体をなるべくコンパクトにして輸送しやすくする、という条件があったためである。
前述のようにフォード製、GMシボレー製それぞれのCMPトラックは、キャブも含め外観デザインはほとんど同じであったが、両者の識別点としては、フォード製の車両のフロントグリルは正方形のメッシュ（網目）になっているが、GMシボレー製の車両では、メッシュが菱形のダイヤモンド・パターンになっており、斜め十字型のシボレーのエンブレムが取り付けられている事が挙げられる。
第二次世界大戦が始まると、カナダ国内の自動車製造業者は、戦争に協力するため、CMPトラックを含む軍用車の生産にシフトしていった。1940年のダンケルクの戦いで連合軍はドイツ国防軍に大敗を喫し、大規模撤退（ダイナモ作戦）を余儀なくされた。この敗北によりイギリス軍は大量の軍用車両を含む軍需物資を失い、CMPトラックに対する需要も一気に高まることになった。
CMPトラックは、フォード・カナダ社、ゼネラルモーターズ・カナダ社のシボレー部門でそれぞれ生産が始まった。これらの車種が部品の共通化を図っていた事や、折からの世界恐慌の影響でカナダ国内の生産力が余剰化しており、これらが生産に協力したことにより、生産力は急速に増していった。
最終的に、第二次世界大戦を通じて、総計50万台以上のCMPトラックがカナダで生産された。これは、第二次世界大戦中にカナダで生産された全ての軍用車両（約81.5万台）のおよそ3分の2に相当する台数である。また、アメリカ合衆国で大量生産されたジープ（ウィリスMB、フォードGPA）の約63万台、GMC CCKWの約56万台に迫る、膨大な量であった。基本型である汎用のカーゴトラック型は、イギリス軍ではGS（General Service）と呼ばれており、これに加えて、水タンク・燃料タンク搭載車、回収車、無線車両、工兵車両、ガンポーティー（自走砲型）など多くの派生車種が製造された。また、大径タイヤを装着したCMP FAT（Field Artillery Tractors、野戦砲トラクター）と呼ばれる砲兵トラクター型も生産された。また、1万両近くのCMPトラックのシャーシが、装甲車に改造するベース車台として生産され、カナダだけでなくインドや南アフリカなどにも供給された。イギリス軍の第二次世界大戦の公式記録には、この戦争でのカナダによる連合軍の勝利への最も大きな貢献は、CMPトラックを含む軍用車・軍用トラックの大量供給である、と記されている。
CMPトラックは第二次世界大戦終了後も、世界中の軍や民間においても活躍を続けた。1948に始まった第一次中東戦争では、イスラエル国防軍によって、即製の装甲車（サンドイッチ装甲車）に改造されて使用された。

## 形式
CMPトラックはフォードカナダ、GMシボレーカナダの2社で、それぞれ、8CWT（約1/2t）、15CWT（約3/4t）、30CWT（約1.5t）、60CWT（約3t）、の4段階の積載量の車種が開発され、また全輪駆動とそうでないもの、異なるホイールベースを持つものなど、多数の形式が開発され、運用されている。

### フォード・カナダ社製
フォード F8
4×2輪駆動で、2.57mのホイールベースを持ち、積載量8CWT（約1/2t）。
フォード F15
4×2輪駆動で、2.57mのホイールベースを持ち、積載量15CWT（約3/4t）。
フォード F15A
4×4輪駆動で、2.57mのホイールベースを持ち、積載量15CWT（約3/4t）。
フォード F30
4×4輪駆動で、3.41mのホイールベースを持ち、積載量30CWT（約1.5t）。
フォード F60S
4×4輪駆動で、2.92mのホイールベースを持ち、積載量60CWT（約3t）。
フォード F60L
4×4輪駆動で、4.02mのホイールベースを持ち、積載量60CWT（約3t）。
フォード F60T
4×4輪駆動で、2.92mのホイールベースを持ち、積載量60CWT（約3t）のトラクター型。
フォード F60H
6×4輪駆動で、4.07mのホイールベースを持ち、積載量60CWT（約3t）。
フォード FGT
4×4輪駆動で、2.57mのホイールベースを持つ砲兵トラクター型。FGTはFord Gun Tractorの略。

### ゼネラルモーターズ・シボレー・カナダ社製
シボレー C8
4×2輪駆動で、2.57mのホイールベースを持ち、積載量8CWT（約1/2t）。
シボレー C8A HUT
4×4輪駆動で、2.57mのホイールベースを持ち、積載量8CWT（約1/2t）。HUT（Heavy Utility Truck）と呼ばれ、多くの派生車種のベースとなった。
シボレー C15
4×2輪駆動で、2.57mのホイールベースを持ち、積載量15CWT（約3/4t）。
シボレー C15A
4×4輪駆動で、2.57mのホイールベースを持ち、積載量15CWT（約3/4t）。
シボレー C15TA
シボレーC15Aをベースにした装甲車型。
シボレー C30
4×4輪駆動で、3.41mのホイールベースを持ち、積載量30CWT（約1.5t）。
シボレー C60S
4×4輪駆動で、3.41mのホイールベースを持ち、積載量60CWT（約3t）。
シボレー C60L
4×4輪駆動で、4.02mのホイールベースを持ち、積載量60CWT（約3t）。
シボレー C60X
6×6輪駆動で、4.07mのホイールベースを持ち、積載量60CWT（約3t）。GMシボレー（アメリカ合衆国）製の4.4L直列6気筒エンジンを搭載している。
シボレー CGT
4×4輪駆動で、2.57mのホイールベースを持つ砲兵トラクター型。CGTはChevrolet Gun Tractorの略。
フォックス装甲車
シボレーC15Aをベースにした装甲車型。
オッター軽偵察車
シボレーC15Aをベースにした偵察装甲車型。

### カナダ以外での派生型
ローバー軽装甲車
オーストラリアで開発された、フォード F60Sまたはフォード F60Lをベースにした4輪装甲車型。
ライノー重装甲車
オーストラリアで開発された4輪重装甲車型。試作のみ。ベースは4×4輪駆動で2.57mホイールベースの車種である。
インド型装輪装甲輸送車（ACV-IP）
インドで開発された4輪装甲車型。CMPトラックのシャーシをベースに開発されている。
マーモン・ヘリントン装甲車
南アフリカ共和国で開発された4輪装甲車型。CMPトラックのシャーシをベースに開発されている。
ビーバレット（NZ）
ニュージーランドで製造されたバージョンのビーバレット装甲車。
C8AX "パドルジャンパー"
ニュージーランドで製造された、シボレーC8Aベースの車両。
サンドイッチ装甲車
第一次中東戦争時にイスラエルで開発された、軍用トラックを改造した即製装甲車。CMPトラックを改造した車両も多く見られた。

## 第二次大戦後の民間転用
第二次大戦の終結後にイギリス連邦軍のCMPトラックは払い下げられ、民間車両として各種用途で使用された。
- 日本

イギリス連邦軍が広島、山口、島根に駐留した関係か西日本を中心に自治体へ払い下げられた車両が記録に残る。特装車として改造された例もあり、京都市の下京消防署には昭和25年にフォード・カナダCMP F60Lが化学消防車として2台配置された。
- ミャンマー

CMPトラックにバスボディを改装した車両が2000年代まで公共の路線バスとして使われていた。2007年から2012年にかけて全車が引退し、日本と韓国の中古バスに代替された。

## 画像

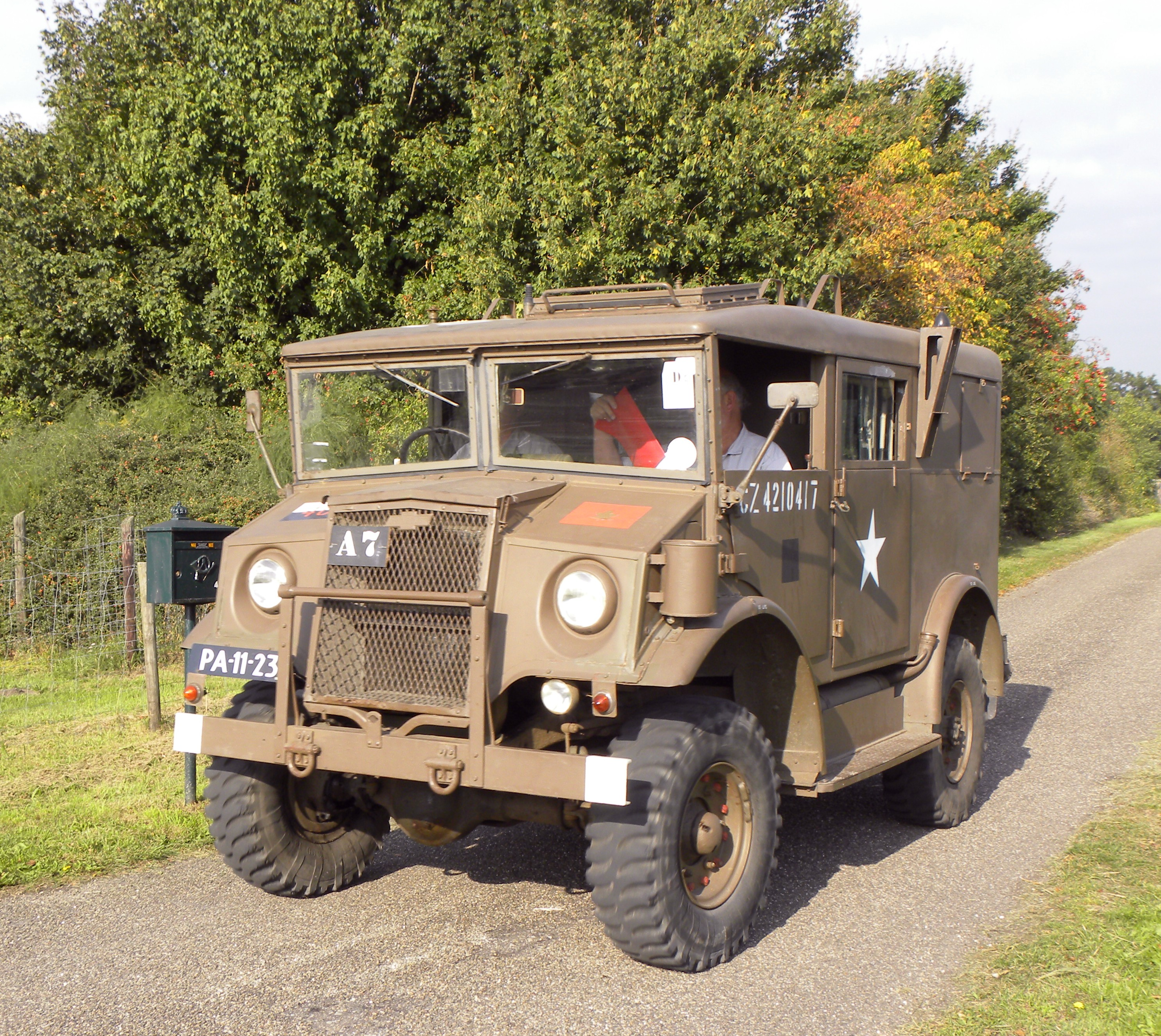
No.13キャブのシボレー C8A。菱形のメッシュとシボレーのエンブレムが確認出来る。
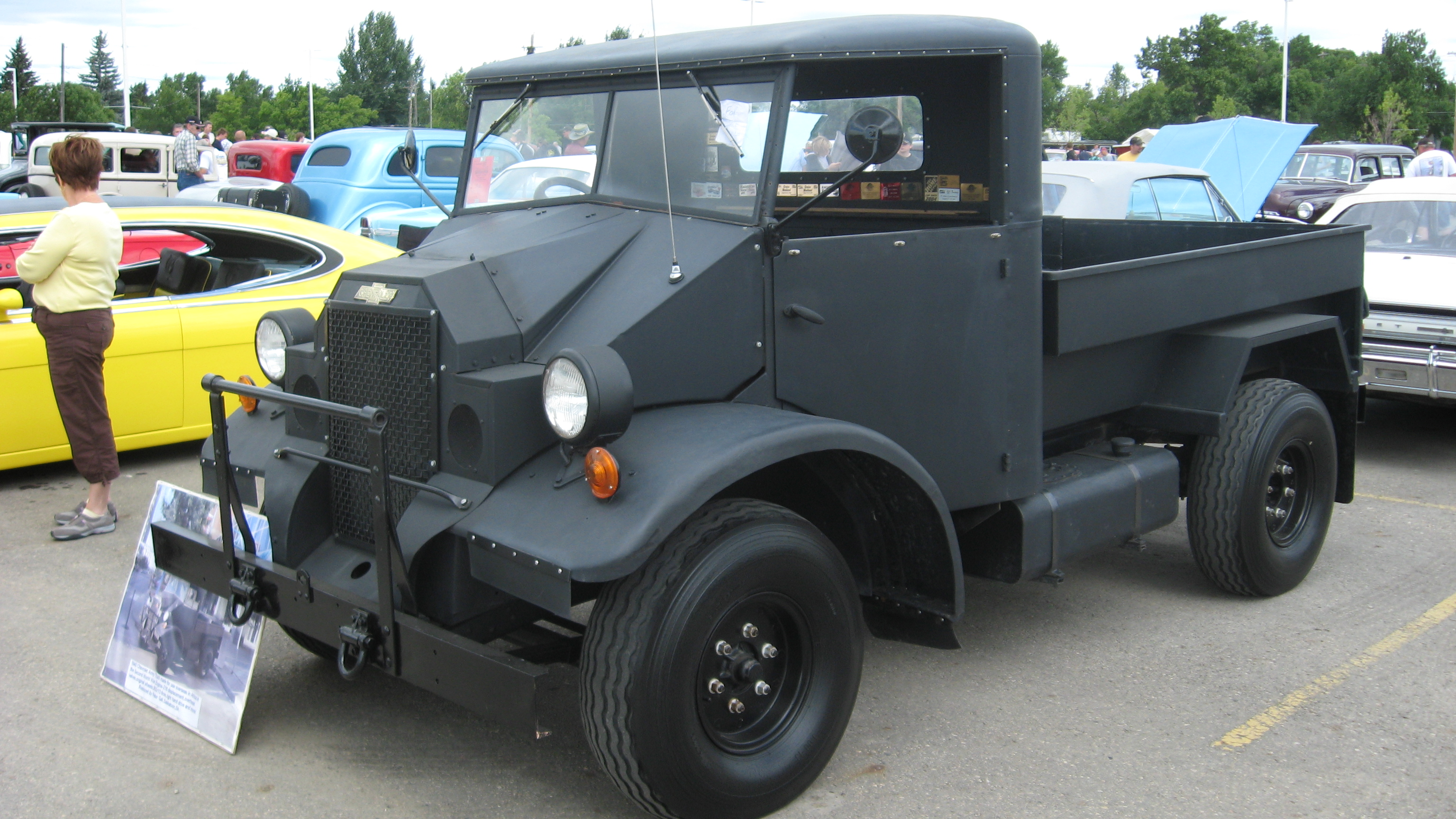
No.11キャブを装備したシボレー C8。
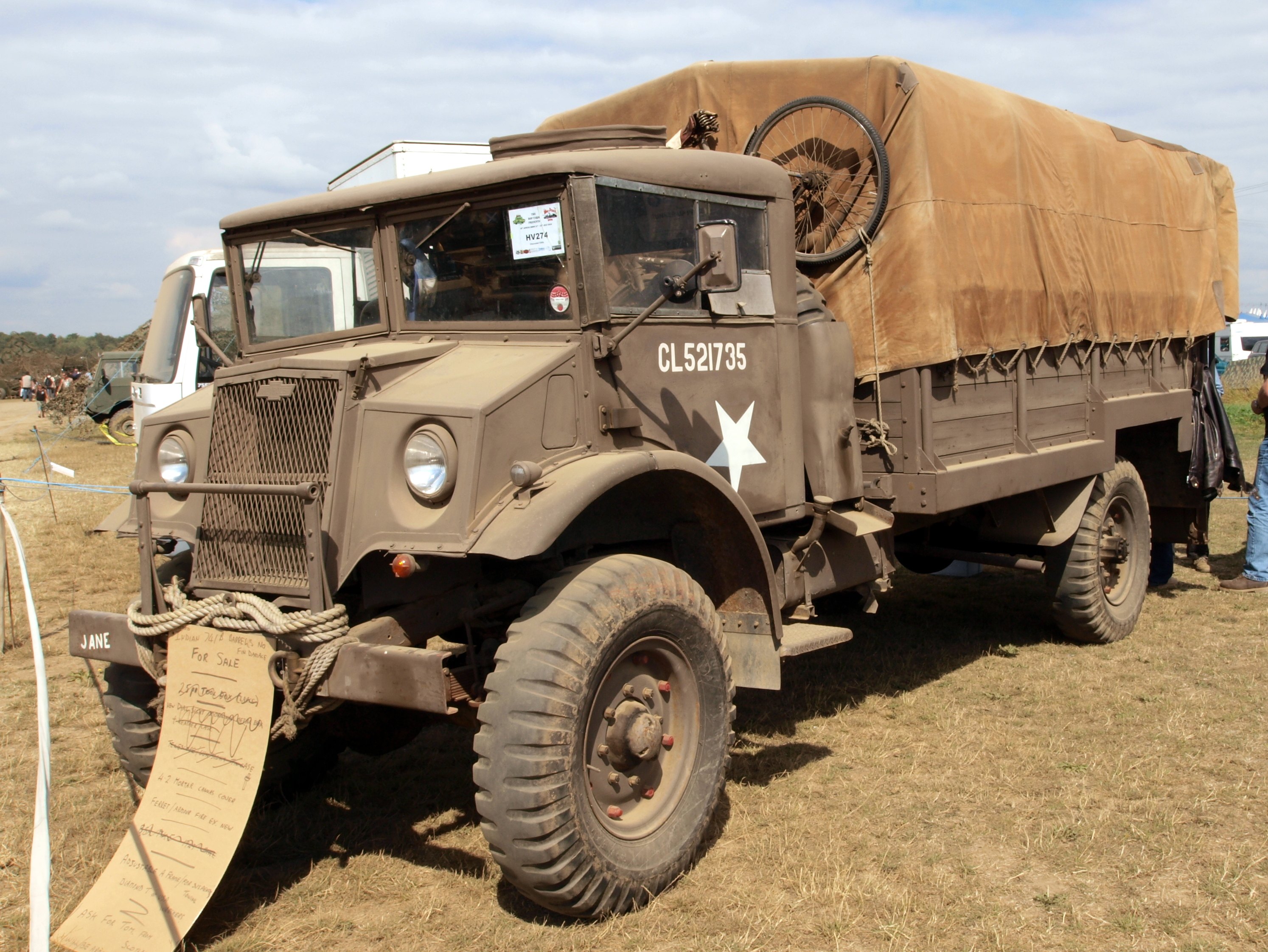
長いホイールベースを持つ、シボレー C60L。No.13キャブ。
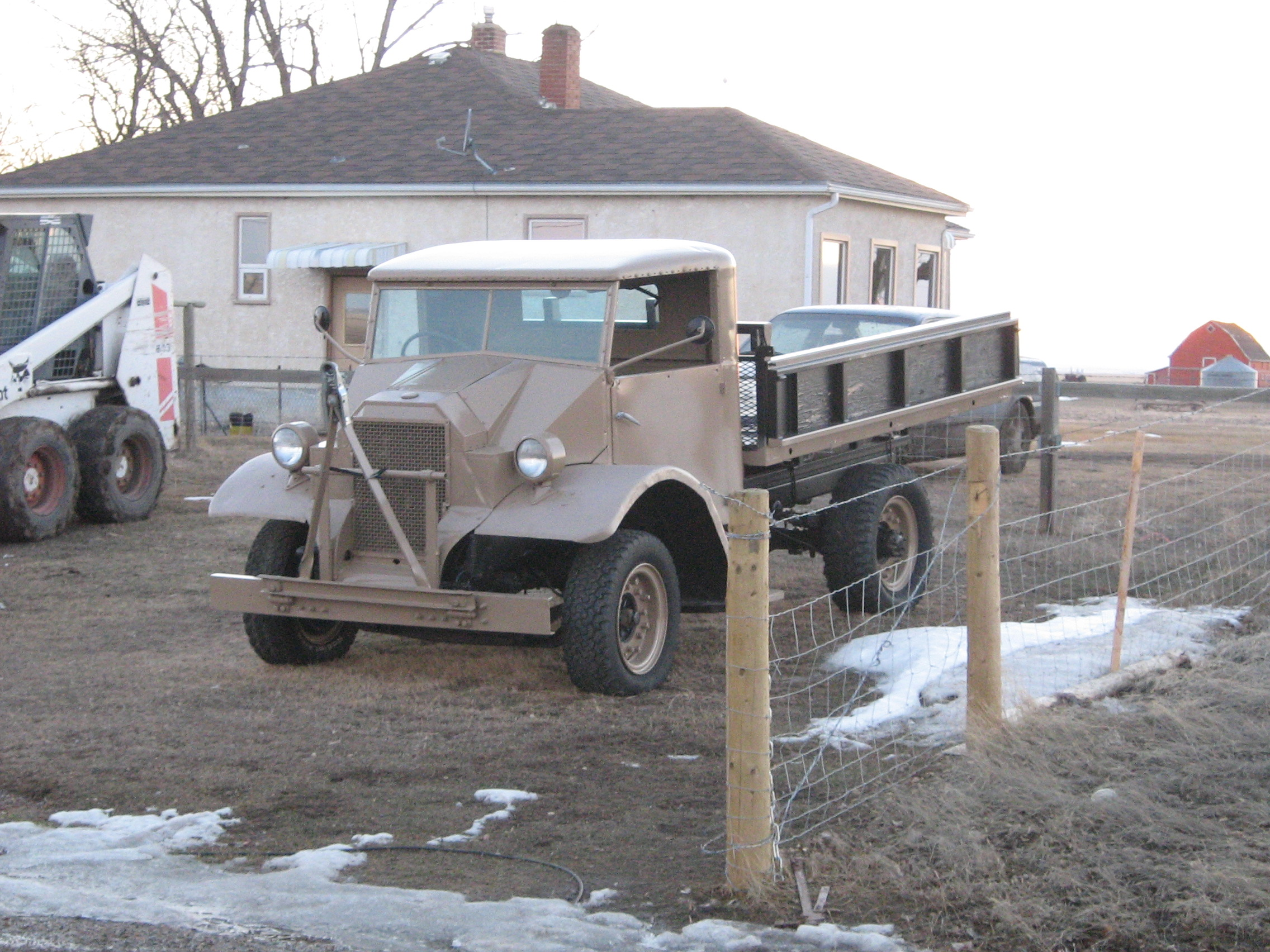
No.11キャブを装備したフォード F8A。
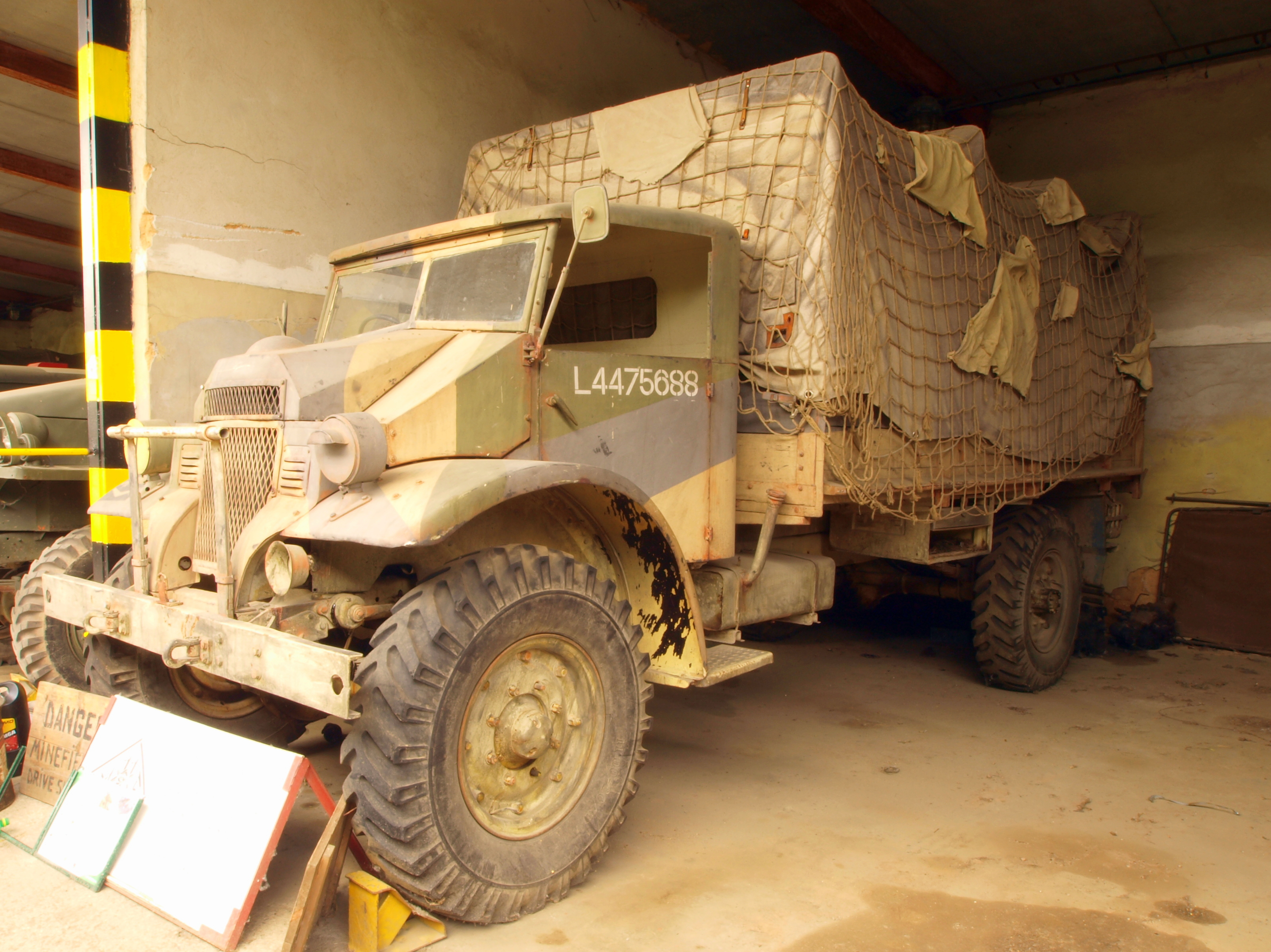
No.12キャブを装備したフォード F60L。フロントグリルが上下に分割されている。
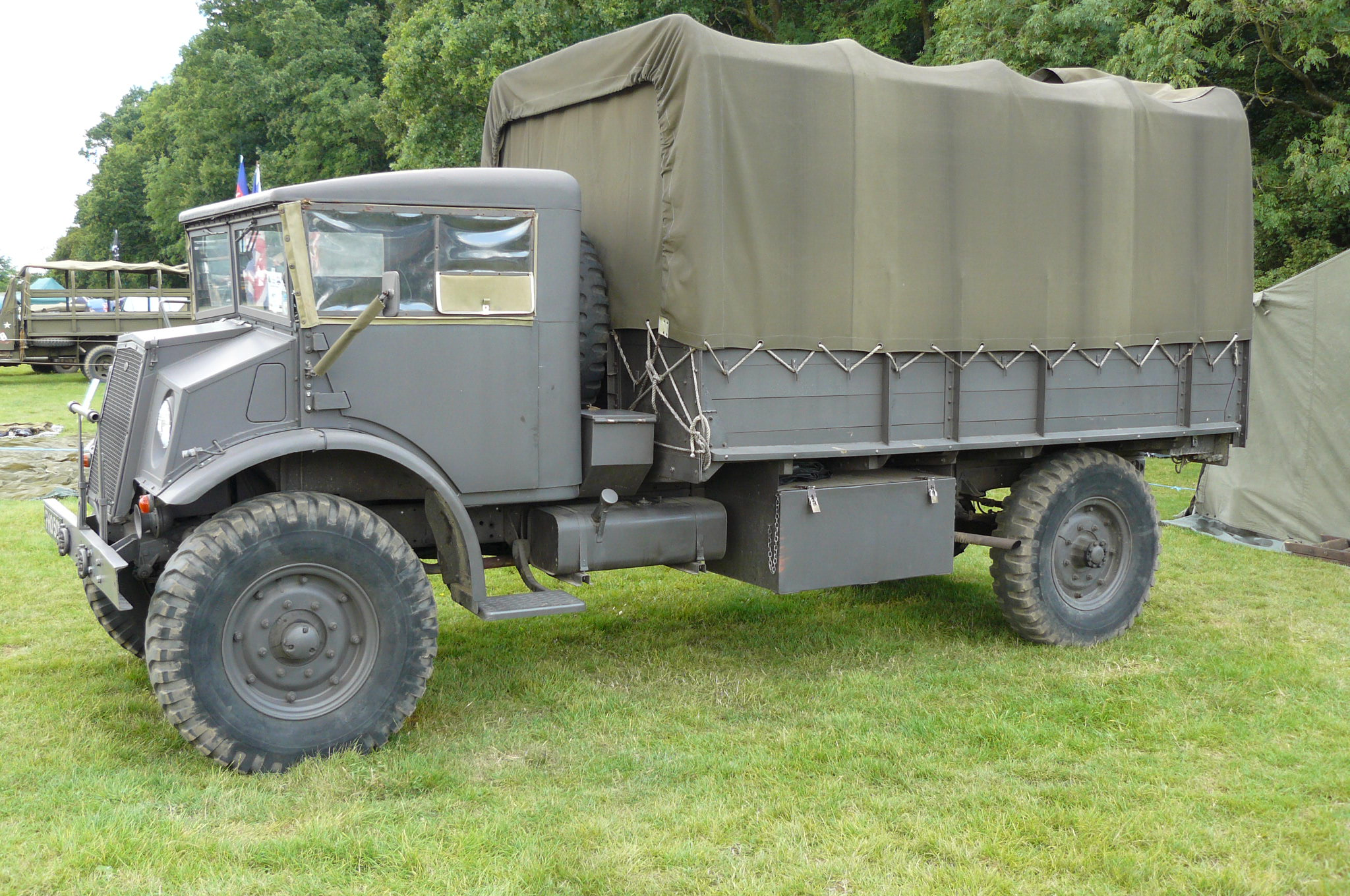
長いホイールベースを持つ、フォード F60L。
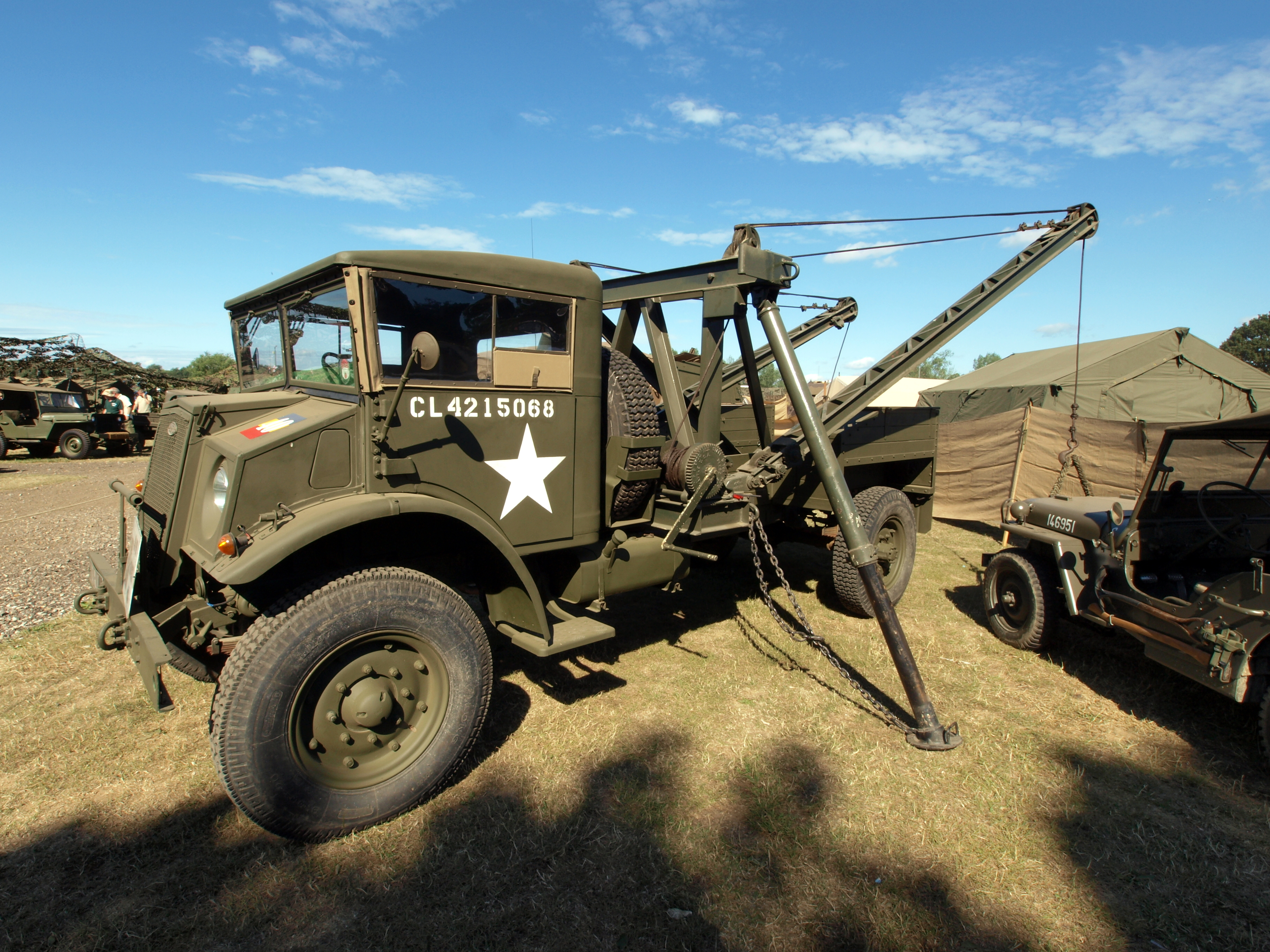
クレーンを装備したレッカー型。
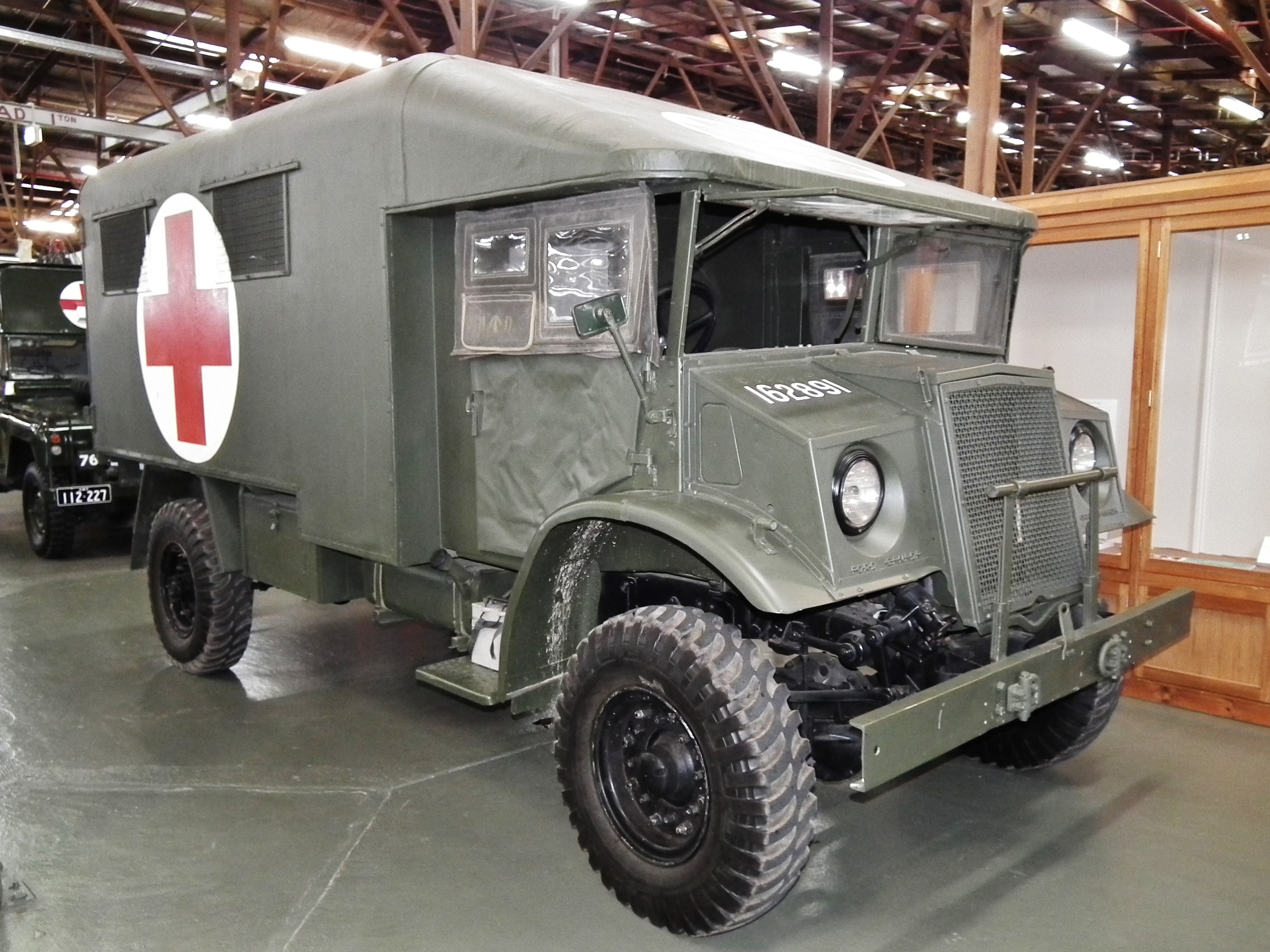
救急車型。
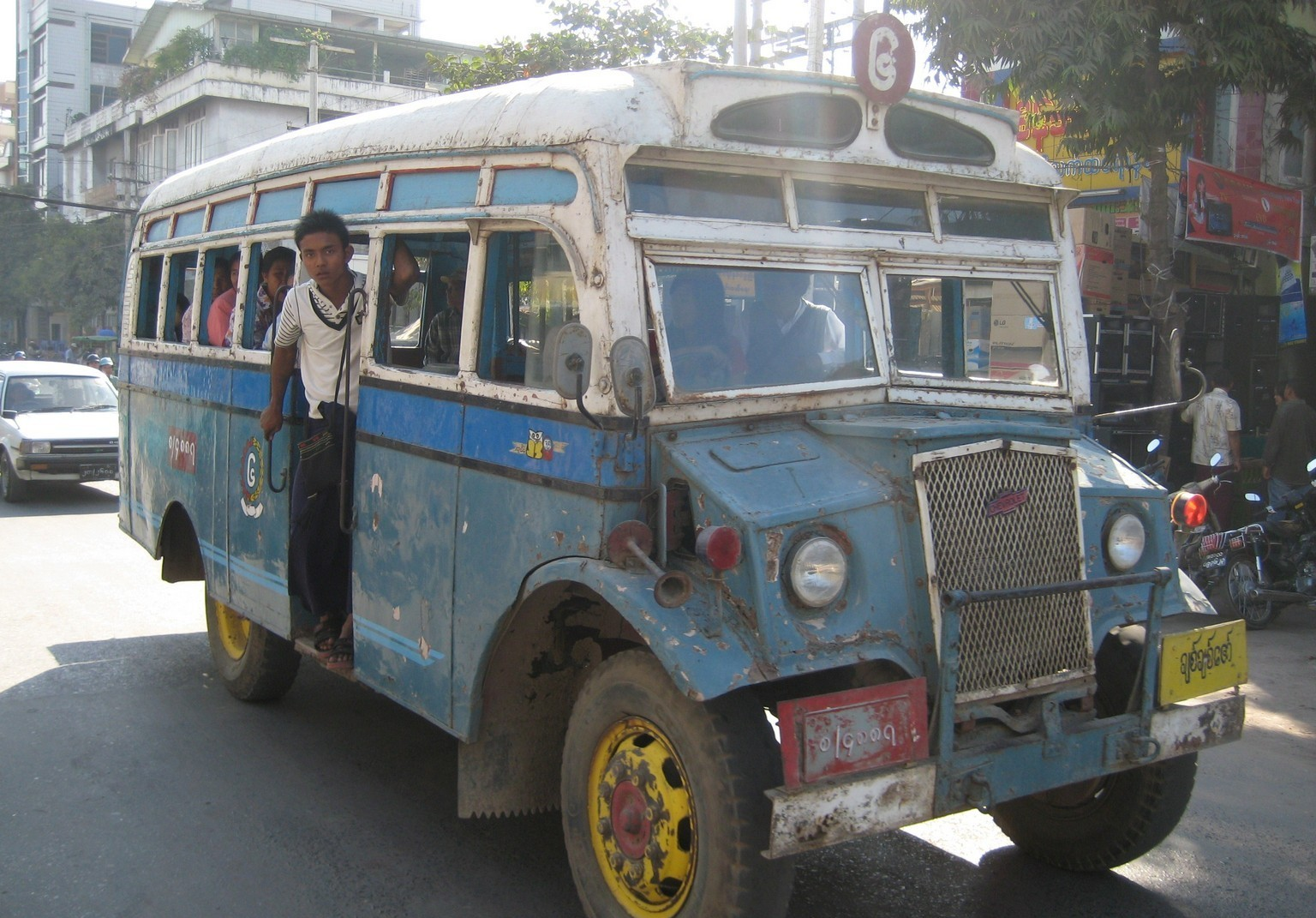
ミャンマーの路線バス

## 使用国
- イギリス
- カナダ
- オーストラリア

他、多数。